# Euchelichir
Euchelichir is een geslacht van wantsen uit de familie van de Enicocephalidae. Het geslacht werd voor het eerst wetenschappelijk beschreven door Jeannel in 1942.

## Soorten
Het genus bevat de volgende soorten:

- Euchelichir brevipes Villiers, 1958
- Euchelichir geniculatus Jeannel, 1942
- Euchelichir hymenaeus (Bergroth, 1905)
- Euchelichir longipes Jeannel, 1942